# Adenomiose
Adenomiose é uma patologia uterina caracterizada pela presença de glândulas e estroma endometrial  (o revestimento interno do útero) dentro do miométrio (a camada muscular grossa do útero), podendo levar ou não à hipertrofia das fibras musculares uterinas, com aumento do volume do órgão, nunca, porém, tão acentuado como nos casos dos miomas. Entretanto, pacientes com adenomiose freqüentemente também têm  leiomioma ou endometriose.
A adenomiose pode ser focal, envolvendo apenas o útero, ou difusa. Neste último caso, o útero torna-se mais pesado e volumoso.
Clinicamente a presença de adenomiose uterina leva a um aumento do fluxo menstrual (menorragia) e das cólicas uterinas (dismenorréia), diminuindo assim a qualidade de vida das pacientes. O diagnóstico pré-operatório da adenomiose pode ser suspeitado pela ultra-sonografia vaginal e pela ressonância magnética. 
A adenomiose ocorre tipicamente em mulheres entre 35 e 50 anos, possivelmente porque nesta faixa etária  as mulheres têm excesso de estrógeno. Após os 50 anos, devido à menopausa, as mulheres não produzem tanto estrógeno. 

## Causas
A causa da adenomiose é desconhecida, embora possa estar associada a algum trauma uterino que possa ter rompido a barreira entre o endométrio e o miométrio, o que pode ocorrer, por exemplo,  em razão de gravidez, operação cesariana ou ligadura de trompas.

## Tratamento
As opções de tratamento incluem o uso de antiinflamatórios não-esteróides e a supressão hormonal (com agonistas da GnRH), para alívio dos sintomas. A ablação endometrial apenas afeta a superfície do tecido endometrial e não o tecido que cresceu por dentro do músculo. Este tecido remanescente ainda continuaria a causar dor. A histerectomia é a única opção de cura permanente. 
Aqueles que acreditam que o excesso de estrógeno seja a causa da adenomiose ou que possa agravar seus sintomas, recomendam evitar produtos com xenoestrógenos - substâncias que apresentam uma estrutura molecular semelhante aos estrógenos e são, portanto, aceitos pelos receptores das células como se fossem hormônios naturais, tendo a sua origem nos produtos  petroquímicos.

## Prognóstico
Não há aumento de risco de desenvolvimento de câncer. Como a adenomiose é estrógeno-dependente, a menopausa representa a cura natural. 